# Staurotypus salvinii
Staurotypus salvinii är en sköldpaddsart som beskrevs av  John Edward Gray 1864. Staurotypus salvinii ingår i släktet jättemysksköldpaddor och familjen slamsköldpaddor. IUCN kategoriserar arten globalt som nära hotad. Inga underarter finns listade i Catalogue of Life.

## Utbredning
Staurotypus salvinii lever i delstaterna Oaxaca och Chiapas i södra Mexiko, samt i Guatemala, El Salvador och Belize.

## Habitat
Arten föredrar att leva i vattendrag med mjuka bottnar och riklig undervattensväxtlighet.